# Pavel Haas

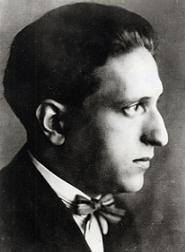
Pavel Haas

Pavel Haas, född 21 juni 1899, mördad 17 oktober 1944 i Auschwitz, var en tjeckisk kompositör. 1941–1944 var han fånge i nazisternas koncentrationsläger Theresienstadt, tillsammans med många andra kompositörer och musiker, som Viktor Ullmann, Gideon Klein och Hans Krása. 2007 gav Anne Sofie von Otter ut skivan Terezín/Theresienstadt med sånger från Theresienstadt, skrivna av bland andra Pavel Haas.

## Verk
| Opus | År        | Tjeckisk titel | Översatt | Anmärkning                                                            |
| ---- | --------- | --- | --- | --------------------------------------------------------------------- |
| 1    | 1918–1919 | Šest písní v lidovém tónu | Sex sånger i folkton                                                                                              | för sopran och piano; arrangerad för orkester 1938                    |
| 2    | 1919–1920 | Tři písně | Tre sånger | för sopran och piano                                                  |
| 3    | 1920      | Smyčcový kvartet č.1 | Stråkkvartett nr 1 i c♯-moll                                                                                      |                                                                       |
| 4    | 1920      | Čínské písně | Kinesiska sånger                                                                                                  | för alt och piano                                                     |
| 5    | 1921      | Zesmutnělé scherzo | Scherzo triste | för orkester                                                          |
| 6    | 1923      | „Fata morgana“ Klavírní kvintet se sólovým zpěvákem tenorového hlasu                                                          | “Fata morgana” | för pianokvintett med solotenor                                       |
| 7    | 1925      | Smyčcový kvartet č.2 „Z opičích hor“                                                                                          | Stråkkvartett nr 2 “Från Apbergen”                                                                                |                                                                       |
| 8    | 1927      | Vyvolená | Den utvalda | för tenor, flöjt, horn, violin och piano                              |
| 9    | 1928–1929 | Karneval | Karneval | för manskör                                                           |
| 10   | 1929      | Dechový kvintet | Blåskvintett |                                                                       |
| 11   | 1931      | Předehra pro rozhlas | Ouvertyr för radio                                                                                                | för orkester                                                          |
| 12   | 1932      | Žalm 29 | Psalm 29 | för baryton, damkör och kammarorkester med orgel                      |
| –    | 1933      | Život je pes | Livet är en hund                                                                                                  | filmmusik                                                             |
| –    | 1934      | Mazlíček | Det lilla husdjuret                                                                                               | filmmusik                                                             |
| 13   | 1935      | Suita pro klavír | Svit för piano |                                                                       |
| 14   | 1936      | Šarlatán | Charlatanen | opera i tre akter                                                     |
| –    | 1937      | Kvočna | Hönsmamman | filmmusik                                                             |
| –    | 1937      | Allegro moderato | Allegro moderato                                                                                                  | för piano                                                             |
| 15   | 1938      | Smyčcový kvartet č.3 | Stråkkvartett nr 3                                                                                                |                                                                       |
| 16   |           | | |                                                                       |
| 17   | 1939      | Suita pro hoboj a klavír | Svit för oboe och piano                                                                                           |                                                                       |
| 18   | 1940      | Sedm písní v lidovém tónu | Sju sånger i folkstil                                                                                             | för hög röst och piano                                                |
| –    | 1940–1941 | Symfonie | Symfoni | för orkester, ofullbordad                                             |
| –    | 1941      | Al s’fod | Klaga icke | för manskör                                                           |
| –    | 1943      | Studie pro smyčcový orchestr                                                                                                  | Studie för stråkorkester                                                                                          |                                                                       |
| –    | 1944      | Čtyři písně na slova činské poezie 1. Zaslech jsem divoké husy 2. V bambusovém háji 3. Daleko měsíc je domova 4. Probděná noc | Sånger till kinesisk poesi 1. Jag hörde vildgässen 2. I bambudungen 3. Månen är långt hemifrån 4. En sömnlös natt |                                                                       |
| –    |           | | Advent | för mezzosopran, tenor och kvintett                                   |
| –    |           | | Fantasi efter en judisk melodi                                                                                    |                                                                       |
| –    |           | | Partita i gammal stil                                                                                             | för piano; försvunnen                                                 |
| –    |           | | Terezínsånger |                                                                       |
| –    |           | Tři skladby | Tre stycken | för mezzosopran, tenor, flöjt, klarinett och stråkkvartett; försvunna |
| –    |           | Variace pro klavír a smyčcový orchestr                                                                                        | Variationer för piano och stråkorkester                                                                           |                                                                       |